# Amermont
Amermont is een gehucht in de Belgische gemeente Stavelot.  Voor de Belgische gemeentenfusie in 1977 was deze plaats al een onderdeel van Stavelot.

## Geografie
Het Ardeens gehucht ligt op de noordelijke helling van de Amblève vallei en ten westen van de rivier Eau Rouge. De stad Stavelot ligt in het zuiden.